# Condado de la Dehesa de Velayos
El condado de la Dehesa de Velayos es un título nobiliario español, concedido por el rey Felipe V mediante real despacho el 22 de agosto de 1709 a favor del manchego Fernando de Torres y Messía, gobernador de Potosí y caballero de la Orden de Calatrava. Sin embargo, el real despacho no fue extendido hasta el 15 de abril de 1749 por el rey Fernando VI a su hijo Miguel de Torres Messía y Vivanco, considerado históricamente como segundo conde.

## Condes de la Dehesa de Velayos
| Creación por Felipe V           | Creación por Felipe V                               | Creación por Felipe V |
| ------------------------------- | --------------------------------------------------- | --------------------- |
| I                               | Fernando de Torres y Messía                         | 1709-1748             |
| II                              | Miguel de Torres y Messía y Vivanco                 | 1749-                 |
| III                             | Carlos Fernando Torres-Messía y Pérez-Manrique      | ¿?-1780               |
| IV                              | Juan Félix Encalada Tello de Guzmán y Torres-Messía | 1780-¿?               |
| V                               | Juan Félix Encalada Tello de Guzmán y Ceballos      |                       |
| Rehabilitación por Alfonso XIII |                                                     |                       |
| VI                              | Luis de Figueroa y Alonso-Martínez                  | 1914-1964             |
| VII                             | Álvaro de Figueroa y Griffith                       | 1965-2006             |
| VIII                            | Álvaro de Figueroa y Domecq                         | 2006-actual titular   |

## Historia de los condes de la Dehesa de Velayos
- Fernando de Torres y Messía, I conde de la Dehesa de Velayos.

Casó con María Josefa de Vivanco y Otárola. Le sucedió su hijo:
- Miguel de Torres Messía y Vivanco, II conde de la Dehesa de Velayos (Lima, 1680-?).

Casó con Alberta Pérez Manrique de Lara y Ciria, hermana del I marqués de Santiago. Le sucedió su hijo:
- Carlos Fernando Torres-Messía y Pérez-Manrique (m. Lima, 23 de septiembre de 1780), III conde de la Dehesa de Velayos, III marqués de Santiago.[2] Fue alcalde de Lima en 1737 y 1754.

Casó en 1757 con la limeña Juana María de Navia Bolaños y Spínola, hija del conde de Valle Oselle. Le sucedió su sobrino, nieto del II conde, hijo de Pedro de Encalada y Tello de Guzmán y de María Constanza de Torres y Manrique.
- Juan Félix Encalada Tello de Guzmán y Torres-Messía (1734-Lima, 1811),IV conde de la Dehesa de Velayos, IV marqués de Santiago[2] caballero de Santiago (1781), regidor perpetuo y alcalde ordinario de la ciudad de Lima.

Casó con la limeña Juana de Ceballos Saavedra y Dávalos Rivera, IV condesa de Santa Ana de las Torres, hija de Juan José de Ceballos, III conde de Santa Ana de las Torres, y de Brianda de Saavedra y Bustillos. Le sucedió su hijo:
- Juan Félix Encalada Tello de Guzmán y Ceballos (Lima, 18 de octubre de 1772-1813), V conde de la Dehesa de Velayos, V marqués de Santiago y VI conde de Santa Ana de las Torres.

Casó con la limeña Teresa María de Santiago Concha y Salazar, hija de Joseph de Santiago Concha y Traslaviña, II marqués de Casa Concha y de Mariana de Salazar Isárzaga y Vásquez de Acuña.
Rehabilitado en 1908 por
- Luis de Figueroa y Alonso-Martínez (1890-17 de julio de 1963), VI conde de la Dehesa de Velayos[4] y II conde de Romanones, grande de España.[5] y

Casó, en primeras nupcias el 30 de enero de 1914, con María de la Concepción Pérez de Guzmán el Bueno y Salabert (m. 1927), IX condesa de Quintanilla (por rehabilitación en 1914). Contrajo un segundo matrimonio, el 28 de julio de 1929, con Blanca María de Borbón y de León (m 1989). En 19645, le sucedió su nieto, hijo de Luis de Figueroa y Pérez de Guzmán el Bueno (1918-29 de noviembre de 1987), III conde de Romanones, grande de España, y X conde de Quintanilla y de su esposa, María Aline Griffith Dexter.
- Álvaro de Figueroa y Griffith (febrero de 1949-21 de marzo de 2025[6]),  VII conde de la Dehesa de Velayos,[7] IV conde de Romanones, grande de España[5] y XI conde de Quintanilla.

Casó, el 17 de marzo de 1974, con Lucila Domecq y Williams, hermana de la primera esposa de Bertín Osborne. Sucedió en 2006, por cesión, su hijo:
- Álvaro de Figueroa Domecq (n. en 1980), VIII conde de la Dehesa de Velayos[8]